# مقاطعة نيامتس

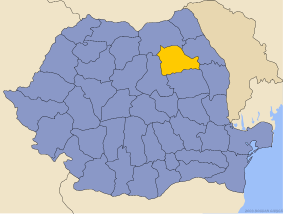
موقع مقاطعة نيامتس من رومانيا

شعار مقاطعة نيامتس

مقاطعة نيامتس (بالرومانية: Judeţul Neamţ) هي مُقاطعة في دولة رومانيا في المنطقة التاريخية لملدوفيا، ومقرّ المُقاطعة هو بياترا نيامتس. تملك نيامتس ثلاثة تقسيمات إدارية فرعية، هي بيكاز-خيي وبيكازو أرديلين وديموك في ترانسيلفانيا.

## الديموغرافيا
في عام 2002 بلغ عدد سكان مقاطعة نيامتس حوالي 557,000 نسمة وبلغت كثافتها السكانية 99 نسمة في كل كم2. أما تركيبتها العرقية فقد كانت: 98.66% للرومانيين و0.05% للمَجريين و1.08% للغجر و0.07% لليبوفيين وآخرين.
وفي التالي جدول يُوضح تعداد السكان على مدى آخر نصف قرن:
| السنة | عدد السكان |
| ----- | ---------- |
| 1948  | 357,348    |
| 1956  | 419,949    |
| 1966  | 470,206    |
| 1977  | 532,096    |
| 1992  | 578,420    |
| 2002  | 554,516    |

## الجغرافيا

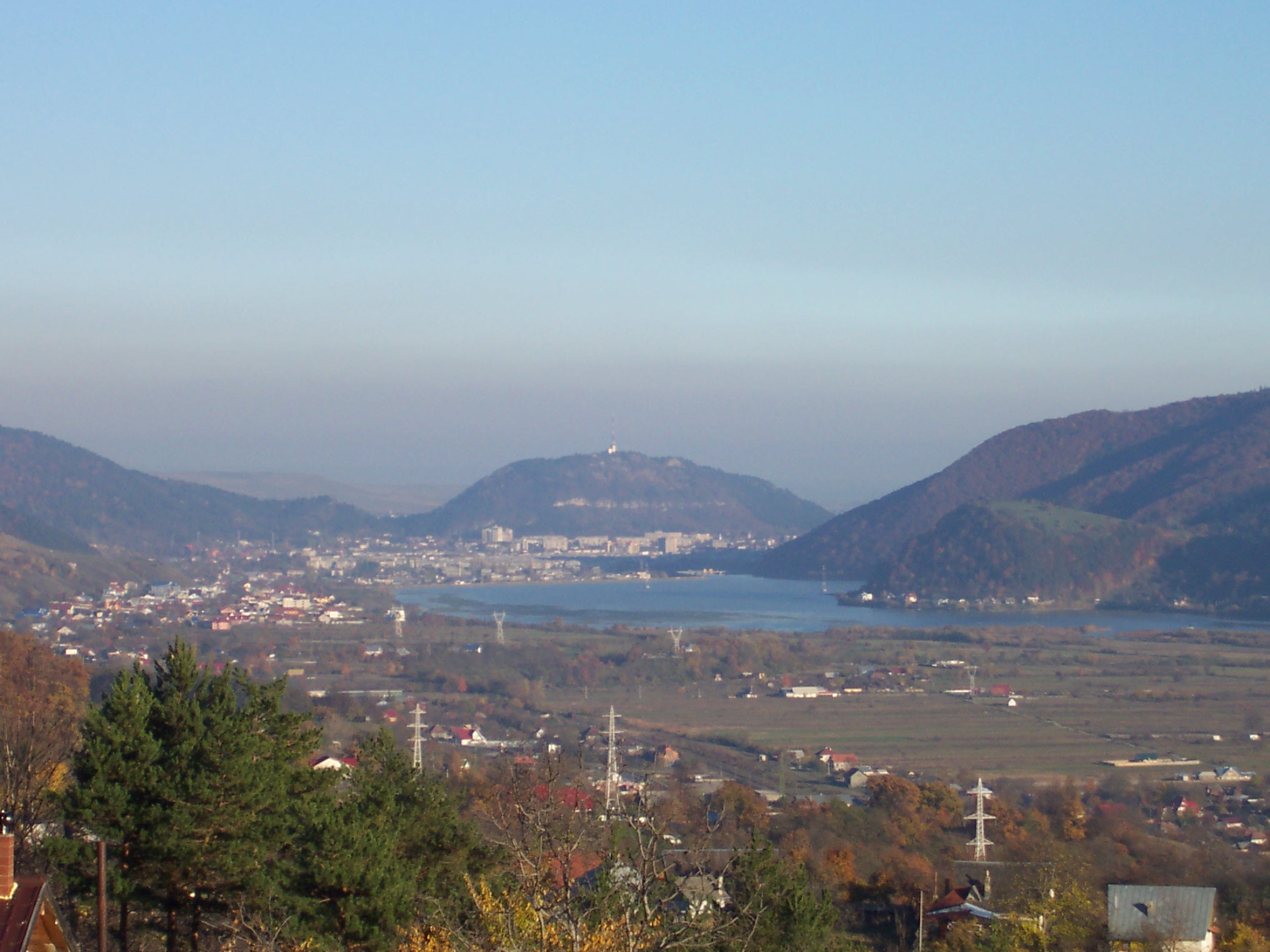
وادي نهر بيستيريا.

تبلغ مساحة المُقاطعة 5,896 كيلومتر مربع. تتضاءل التضاريس الأرضية في مقاطعة نيامتس كلما اتجهنا شرقاً. ففي الجهة الغربية توجد جبال وتوجد سلسلة الكاربات الشرقية بارتفاع يَتجاوز 1800 متراً وقمة جبل تشيهلوو المُدهشة. يَقع على طول نهر بيكاز أخدود المُذهل أخدود بيكاز. تسبب بناء «سد بيكاز» في خمسينيات القرن العشرين على نهر بيستريتا بتكون بحيرة بيكاز، وهي أضخم بُحيرة صناعية على الإطلاق في رومانيا.
توجد أخفض نقطة في الأقليم في جهته الغربية على طول وادي نهر سايرت وبانخفاض حوالي 160م.